# Altdorf (Esslingen)
Altdorf è un comune tedesco di 1 462 abitanti, situato nel land del Baden-Württemberg.